# Siegelsche Modulform
Siegelsche Modulformen sind Verallgemeinerungen von Modulformen in mehreren komplexen Variablen und Beispiele für Automorphe Formen und Shimura-Varietäten.
Sie sind auf dem Siegelschen Halbraum {\displaystyle {\mathcal {H}}_{g}} definiert, dem Raum der komplexen symmetrischen {\displaystyle g\times g}-Matrizen mit positiv definitem Imaginärteil. Siegelsche Modulformen sind holomorphe Funktionen auf dem Siegelschen Halbraum, die eine Automorphiebedingung erfüllen.
Sie stehen in ähnlicher Relation zu Abelschen Varietäten wie elliptische Modulformen zu elliptischen Kurven. Ursprünglich wurden sie von Carl Ludwig Siegel 1935 eingeführt im Rahmen seiner analytischen Theorie quadratischer Formen und finden Anwendungen in der Zahlentheorie.
Es gibt Siegelsche Modulformen, die analog Eisensteinreihen bei Modulformen konstruiert sind, und solche, die Thetafunktionen zu quadratischen Formen sind. Die Theorie wurde in möglichst weitgehender Anlehnung an die der elliptischen Modulformen aufgebaut.

## Definition
Sei 
{\displaystyle {\begin{aligned}\Gamma _{g}&=Sp_{2g}(\mathbb {Z} )=\left\{\gamma \in GL_{2g}(\mathbb {Z} )\ {\big |}\ \gamma ^{\mathrm {T} }{\begin{pmatrix}0&I_{g}\\-I_{g}&0\end{pmatrix}}\gamma ={\begin{pmatrix}0&I_{g}\\-I_{g}&0\end{pmatrix}}\right\}\\&=\left\{{\begin{pmatrix}A&B\\C&D\end{pmatrix}}\in GL_{2g}(\mathbb {Z} ):A^{T}C=C^{T}A\,,B^{T}D=D^{T}B\,,A^{T}D-C^{T}B=I_{g}\,\right\}\end{aligned}}}
die Gruppe symplektischer Matrizen mit Werten in den ganzen Zahlen (Siegelsche Modulgruppe). Dabei ist {\displaystyle I_{g}} die {\displaystyle g\times g}-Einheitsmatrix. Beispiele sind die Matrizen {\displaystyle {\begin{pmatrix}I_{g}&S\\0&I_{g}\end{pmatrix}}}, {\displaystyle {\begin{pmatrix}U&0\\0&(U^{-1})^{T}\end{pmatrix}}} und {\displaystyle {\begin{pmatrix}0&I_{g}\\-I_{g}&0\end{pmatrix}}}  mit einer symmetrischen Matrix {\displaystyle S=S^{T}} bzw. einer Matrix {\displaystyle U\in GL_{g}(\mathbb {Z} )}. Diese 3 Matrix-Typen bilden ein Erzeugendensystem der Gruppe. 
Die Gruppe operiert auf dem Siegelschen Halbraum über
{\displaystyle Z\to (AZ+B){(CZ+D)}^{-1}}.
Eine Siegelsche Modulform ist eine im Siegelschen Halbraum holomorphe Funktion {\displaystyle f} mit
{\displaystyle f((AZ+B){(CZ+D)}^{-1})={(\det \,(CZ+D))}^{k}f(Z)}.
{\displaystyle g} heißt der Grad (manchmal auch Geschlecht), {\displaystyle k} das Gewicht.
Zusätzlich wird noch verlangt, dass die Modulform im Siegelschen Halbraum beschränkt ist (für {\displaystyle g>1} folgt das aus dem sogenannten Koecher-Prinzip).
Es gilt:
{\displaystyle f(Z+S)=f(Z)} für alle ganzzahligen symmetrischen {\displaystyle g\times g}-Matrizen {\displaystyle S=S^{T}}
{\displaystyle f(UZU^{T})={(\det \,U)}^{k}f(Z)} für alle {\displaystyle U\in GL_{g}(\mathbb {Z} )}
{\displaystyle f(-Z^{-1})={(\det \,Z)}^{k}f(Z)}
Das liefert das Transformationsverhalten unter den Erzeugenden der Siegelschen Modulgruppe {\displaystyle Sp_{2g}(\mathbb {Z} )}.
Es lässt sich zeigen, dass Siegelsche Modulformen eine Fourierentwicklung besitzen.
{\displaystyle f(Z)=\sum _{T}a(T)e^{\pi iSp(TZ)}}
mit symmetrischen ({\displaystyle T=T^{T}}) positiv semidefiniten Matrizen T (kurz: {\displaystyle T\geq 0}).
In arithmetischen Anwendungen wird statt der symplektischen Gruppe {\displaystyle \Gamma _{g}=Sp_{2g}(\mathbb {Z} )} auch eine Kongruenzuntergruppe genommen {\displaystyle \Gamma _{g}(N)} (mit einer natürlichen Zahl {\displaystyle N}, der Stufe):
{\displaystyle \Gamma _{g}(N)=\left\{\gamma \in \Gamma _{g}:\gamma \equiv I_{2g}\mod N\right\},}
Bemerkung: Es gibt auch eine erweiterte Definition, in der die Siegelsche Modulform vektorwertig ist (die oben definierte Siegelsche Modulform heißt dann skalarwertig).
Dazu wird für die Definition des Gewichts eine rationale Darstellung 
{\displaystyle \rho :{\textrm {GL}}_{g}(\mathbb {C} )\rightarrow {\textrm {GL}}(V)}
in einem komplexen Vektorraum {\displaystyle V} herangezogen. Mit der Definition
{\displaystyle (f{\big |}\gamma )(Z)=(\rho (CZ+D))^{-1}f(\gamma Z).}
ist die holomorphe Funktion
{\displaystyle f:{\mathcal {H}}_{g}\rightarrow V}
eine Siegelsche Modulform vom Grad {\displaystyle g}, falls
{\displaystyle (f{\big |}\gamma )=f}
für alle {\displaystyle \gamma \in \Gamma _{g}}.